# The Bond (Album)
The Bond ist ein Jazzalbum der Formation Dopolarians um Chad Fowler und Christopher Parker. Die im November 2020 im Marigny Recordings Studio, New Orleans, entstandenen Aufnahmen erschienen 2021 auf dem Label Mahakala Music.

## Hintergrund
In der Free-Jazz-Szene in Little Rock schlossen sich der Altsaxophonist Chad Fowler und der Pianist Christopher Parker in den 1990er-Jahren zusammen, als sie an der Jazzabteilung der Universität von Memphis studierten. In ihrem Haus in der Bluff City machten sie Jam-Sessions mit Musikern wie Frank Lowe oder George Cartwright; schließlich stellte Fowler seinem Freund die Sängerin Kelley Hurt vor. Ein Vierteljahrhundert später, lebten die drei Musiker wieder in Arkansas; als Parker und Hurt beauftragt wurden, Musik zu Ehren der Little Rock Nine zu schreiben, der Schüler, die 1957 trotz des Widerstands lokaler Segregationisten in die Central High School marschierten, rekrutierten sie Chad Fowler und einen anderen Freund aus ihren Jahren in Memphis, den Trompeter Marc Franklin, der inzwischen meist als Arrangeur arbeitete. Aus der Zusammenarbeit entstand die No Tears Suite, die 2017 auf dem Gelände des Central High selbst uraufgeführt wurde; dabei wirkte auch der Schlagzeuger Brian Blade mit.
Eine Gruppenidentität entstand, als andere Spieler zur Combo hinzugefügt wurden, während Blade seinen vielen anderen Verpflichtungen nachging. Die Zusammenarbeit mit Blade brachte Fowler und Parker dazu, ihre Arbeit mit der Band fortzusetzen; bis zum Frühjahr 2018 hatten sie zwei neue Mitspieler rekrutiert, den Bassisten William Parker und den Schlagzeuger Alvin Fielder. 2019 hatte das Sextett ein erstes Album vorgelegt, Garden Party, mit Kelley Hurt, Christopher und William Parker, Chad Fowler, Alvin Fielder und Kidd Jordan. Im November 2020 traf die Gruppe erneut im Marigny Recording Studio zusammen, dem Ort ihrer ersten Sessions mit Fielder, der im Januar 2019 verstorben war. Die Formation Dopolarians besteht nun aus dem Bassisten William Parker, dem Schlagzeuger Brian Blade, der Sängerin Kelley Hunt, dem Altsaxophonisten Chad Fowler, dem Pianisten Christopher Parker und dem Trompeter Marc Franklin.

## Titelliste

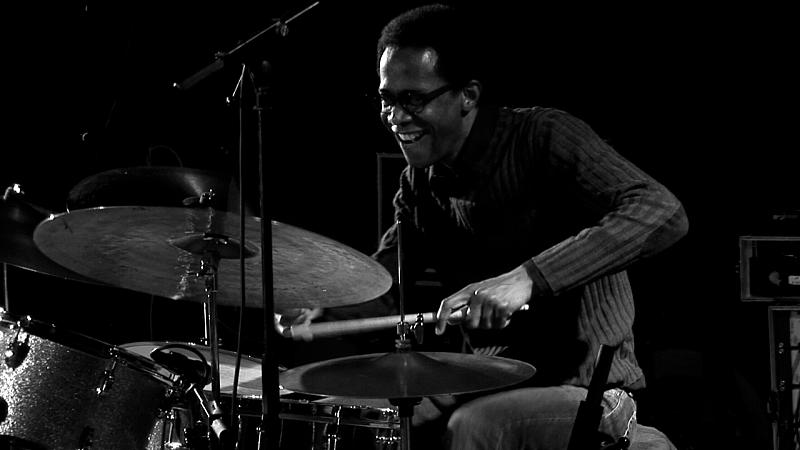
Brian Blade beim INNtöne Jazzfestival 2006

- Dopolarians: The Bond (Mahakala Music)

1. The Bond 21:15
2. The Emergence 30:22
3. The Release 9:42

## Rezeption
Dave Sumner zählte das Album in Bandcamp zu den besten Neuveröffentlichungen des Monats und schrieb, Freiheit entspringe oft der Keimzelle der Spontaneität. Diese Unvorhersehbarkeit müsse jedoch nicht die hellen Farben einer zusammenhängenden Vision schwächen. Das Neueste von der Formation Dopolorians sei dafür ein typisches Beispiel: die Musik des Sextetts sei sowohl improvisiert als auch spontan komponiert, dabei brennend und ungezähmt. Und doch füge es sich immer wieder in eine melodische Atmosphäre ein, die so wunderschön sei, dass sie fast herzzerreißend sei.

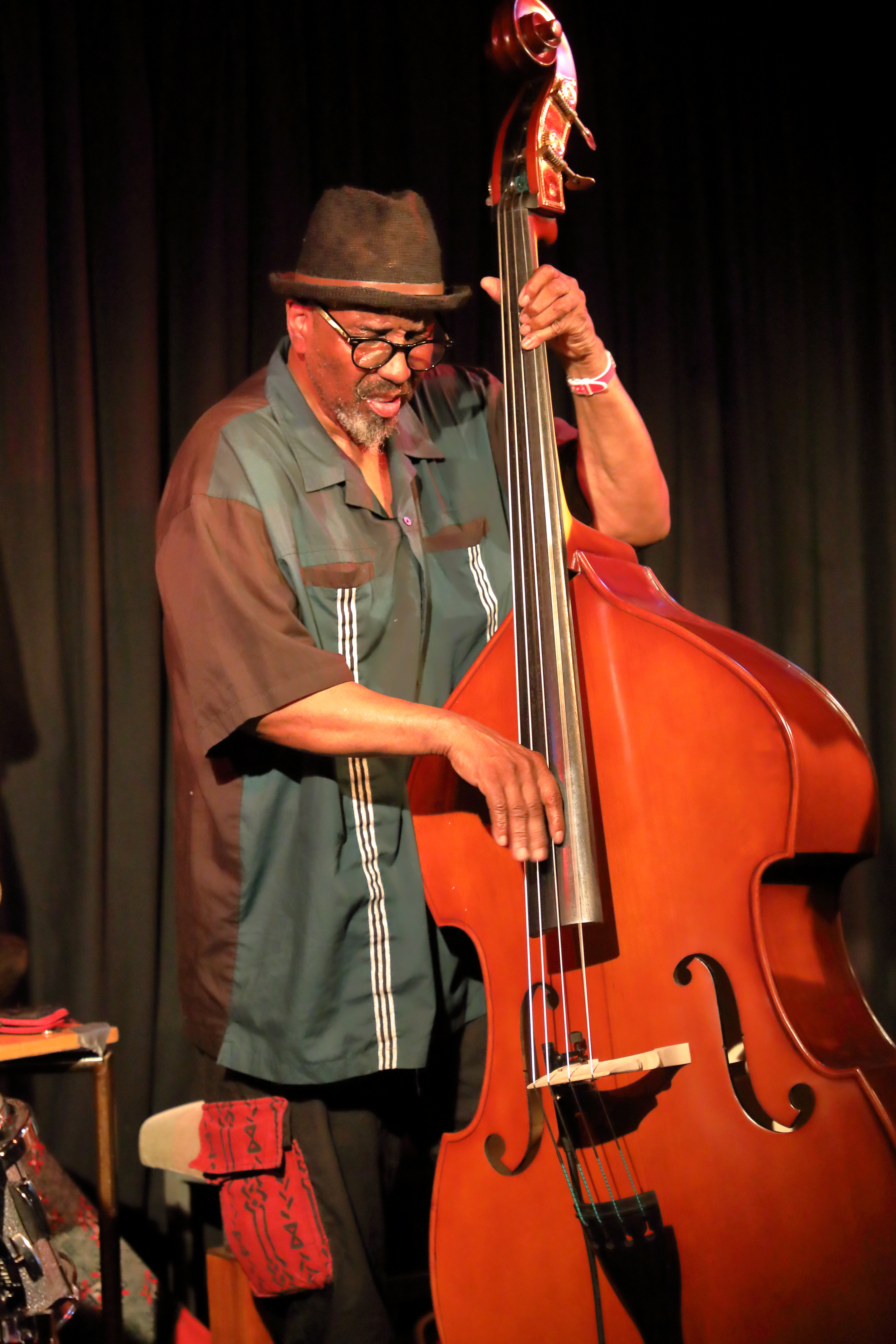
William Parker mit Hamid Drake und John Dikeman (nicht im Bild) im Club W71, Weikersheim 2019

Thom Jurek verlieh dem Album in Allmusic vier Sterne und schrieb, während das vorangegangene Album Garden Party noch wie swingende Avantgarde klang, treffe man auf The Bond die Band dagegen auf einer inneren, aber nicht weniger befriedigenden Reise an. Auch wenn hier freiere Gruppeninteraktionen herrschten, können sie sich auch leicht auf Spielformen wie Swing, Post-Bop, Folk und Blues einlassen. Dieses Sextett untersuche Tonalität, Textur, Rhythmus und Dynamik als Möglichkeiten. Die Entdeckung selbst sei der Schlüssel zu The Bond, so der Autor, „und wir Zuhörer werden dadurch belohnt.“
Der Autor des Blogs There Stands the Glass aus Kansas City meinte, Brian Blade und William Parker wären renommierte Meister, aber ihre weniger bekannten Bandkollegen in der neuesten Version der Dopolarians hätten sich als würdige Mitarbeiter erwiesen. Im Gegensatz zu ähnlichen Aufnahmen, bei denen freie-Vokalisierungen ein störendes Hindernis darstellten, trage Kelly Hurts erheblich zu dem sakralen Ton der Session beitragen. Die sechs Musiker strebten nach spirituellen Epiphanien und würden dies wiederholt erreichen.
Nach Ansicht von Eyal Hareuveni (Salt Peanuts) sei The Bond (deutsch Die Verpflichtung) eine Hommage an die inspirierende Kraft von Alvin Fielder, die spirituelle Kraft des Free Jazz und den integrativen, demokratischen Geist des Jazz-Erbes, aufgenommen „an dem Tag, an dem die Welt kollektiv aufgeatmet habe über die Niederlage eines rassistischen Präsidenten“. The Bond biete drei ausgedehnte, improvisierte Stücke, die alle hervorheben würden, wie das kollektive Schwarmdenken von Blade, Fowler, Franklin, Hurt, Christopher Parker und William Parker starke und packende Texturen heraufbeschwöre, die alle auf natürliche, fast telepathische Weise und mit großem Einfühlungsvermögen und Affinität fließen würden.
Blade und William Parker in einer ihrer freiesten Auftritte würden eine massive und kraftvolle Rhythmusgruppe bilden, die das Sextett ständig vorantreibe, schrieb der Autor weiter. Franklin füge zusammen, mit den wortlosen Vocals von Hurt der Frontline von Fowler und Christopher Parker eine ausdrucksstarke lyrische Dimension hinzu. Das erste Stück präsentiere die Formation Dopolarians in ihrer entspanntesten und spielerischsten Art, während die folgenden 30 Minuten von „The Emergence“ zwischen drängenden, energischen Ausbrüchen und kontemplativeren Segmenten wechselten und die zentrale Rolle von William Parker als die rhythmische Achse der Dopolarians betonen, sowie das poetische Zusammenspiel von Hurt und Franklin. Die letzte, kurze „The Release“ sei eine bewegende Ballade, die erneut das kraftvolle, enge Zusammenspiel der Dopolarians hervorhebe.